# Folarin Campbell
Folarin Yaovi Campbell (ur. 27 lutego 1986 w Silver Spring) – amerykański koszykarz nigeryjskiego pochodzenia, występujący na pozycjach rzucającego obrońcy oraz niskiego skrzydłowego.
10 października 2015 roku został zawodnikiem zespołu Energi Czarnych Słupsk.

## Osiągnięcia
NCAA
- Uczestnik NCAA Final Four (2006)
- MVP turnieju CAA (2008)[2]
- Zaliczony do składów[2]:
  - CAA All-Rookie Team (2005)
  - All-CAA Second Team (2008)
  - All-CAA Third-Team  (2007)
  - CAA All-Tournament Team (2007, 2008)

Drużynowe
- Mistrz Ligi Bałtyckiej (2013)
- Wicemistrz Łotwy (2013)
- Brązowy medalista mistrzostw Polski (2016)[3]
- Uczestnik rozgrywek EuroChallenge (2009–2011, 2012/13)

Indywidualne
- MVP:
  - półfinałów Ligi Bałtyckiej (2013)[2]
  - 17. kolejki TBL (styczeń 2016)[4]